# بيلي ولز
بيلي ولز (بالإنجليزية: Billy Wells)‏ هو لاعب كرة قدم أمريكية أمريكي، ولد في 7 ديسمبر 1931 في مينوميني في الولايات المتحدة، وتوفي في 25 ديسمبر 2001 في ألتادينا في الولايات المتحدة.

## وصلات خارجية
- بيلي ولز على موقع مرجع كرة القدم المحترفة.كوم (الإنجليزية)
- بيلي ولز على موقع IMDb (الإنجليزية)